# 利塞乌大剧院
利塞乌大剧院，西班牙语称利塞奧大劇院（Gran Teatre del Liceo），是一座位於西班牙加泰羅尼亞巴塞羅那蘭布拉大道上的歌劇院。1861年4月9日遭到大火燒毀，此後重建。1994年再次發生大火，1999年重新開放。

## 历史
利塞乌大剧院前身是成立于1837年的戏剧学校，校址设在蒙特西欧修道院（Montsió）。1845年4月11日开始在现在的位置建设新的剧院，1847年4月4日开幕。1861年4月9日，剧院遭火灾严重破坏，后来由建筑师约瑟普·奥里欧尔负责重建，于1862年4月20日重新开放。1893年11月7日晚，剧院正在演出《威廉·退尔》的第二幕，突然，两枚奥尔西尼炸弹被扔上观众席，其中一枚发生爆炸，造成约20人死亡，多人受伤。事件的策划者是无政府主义者圣地亚哥·萨尔瓦多。剧院于1894年1月18日重新开放。
1994年剧院再次发生大火，造成严重损毁，只有门厅和音乐厅上方的马蹄形拱门幸免于难，修復後於1999年重開。
2012年9月初，剧院成为拜罗伊特音乐节的驻场。
2020年因COVID-19疫情，劇院從3月關閉，直到6月22日解封允許閉門演出。解封後的第一場演出雖未開放觀眾進場，但在2292個觀眾席擺滿了觀葉植物盆栽，台上四位弦樂家對著植盆栽演奏義大利作曲家賈科莫·普契尼（Giacomo Puccini）的作品《菊》（Crisantemi），這次演出同時在網路直播。劇場的藝術總監及策劃人托雷（Blanca de la Torre）表示：「想提供民眾一種不同的視角，希望人們在返回生活的同時，能與大自然的關係更加親近」。

## 图集

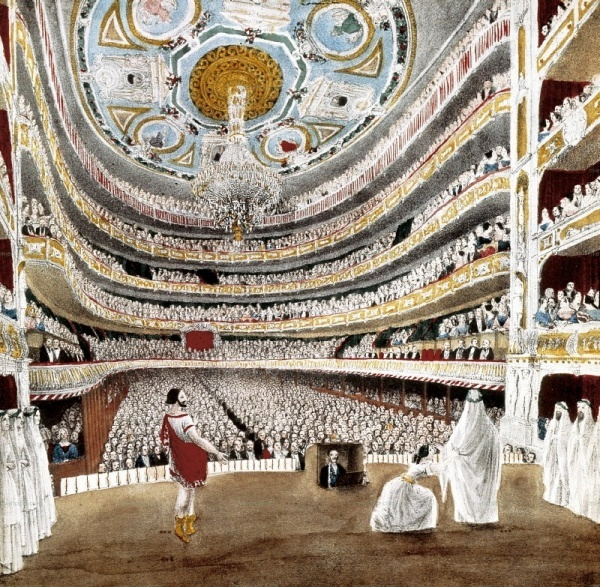
1847年画作
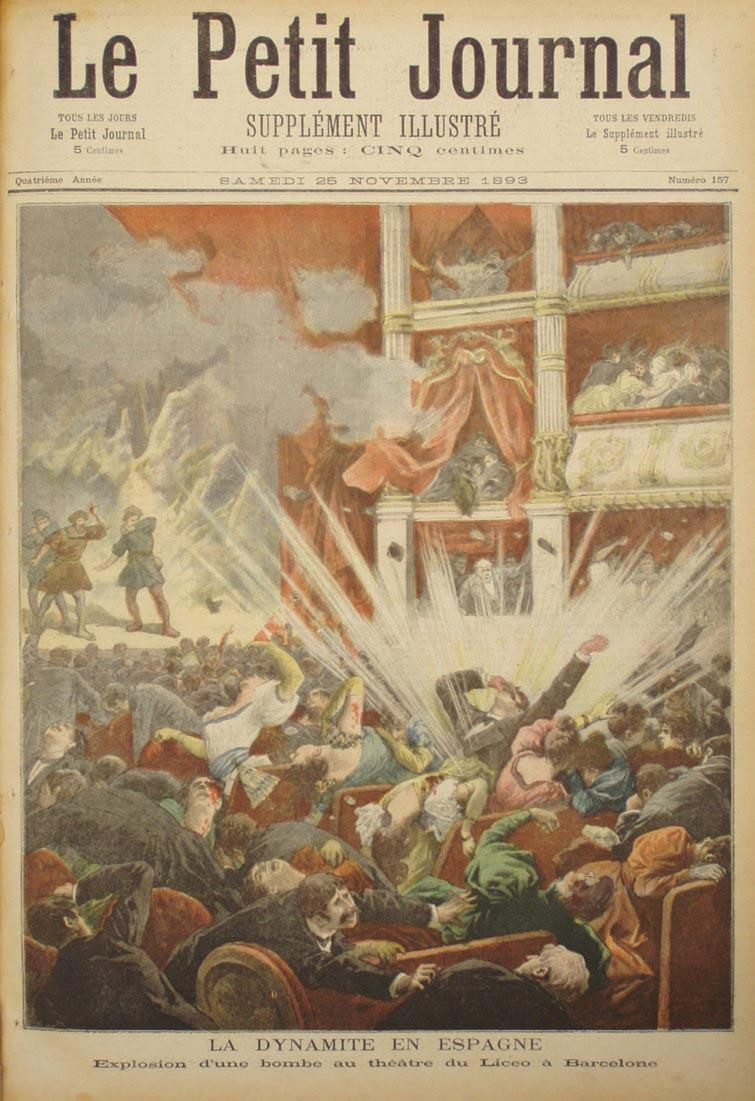
《小日报》1893年恐怖事件插图
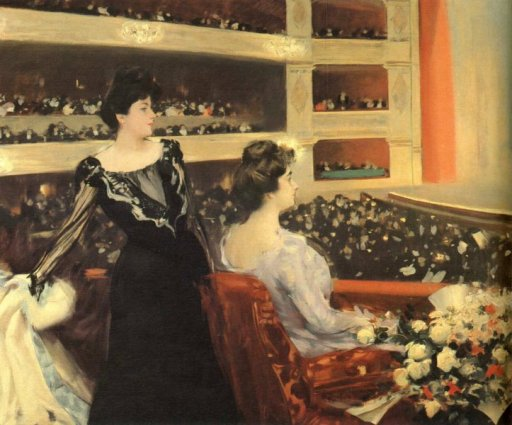
1901-1902年
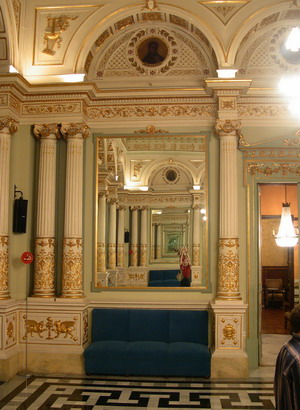
1994年火灾幸存的拱门
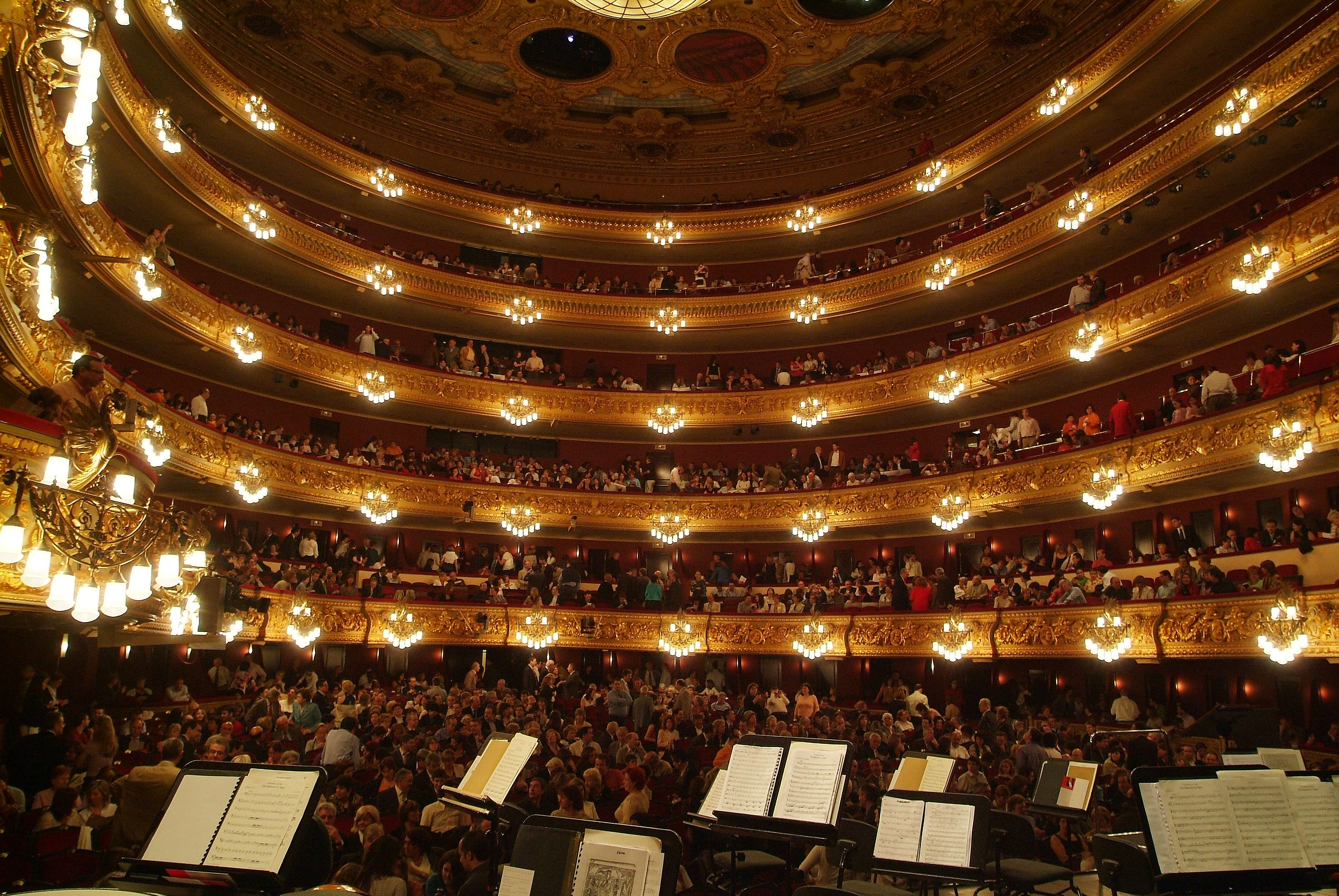
1999年
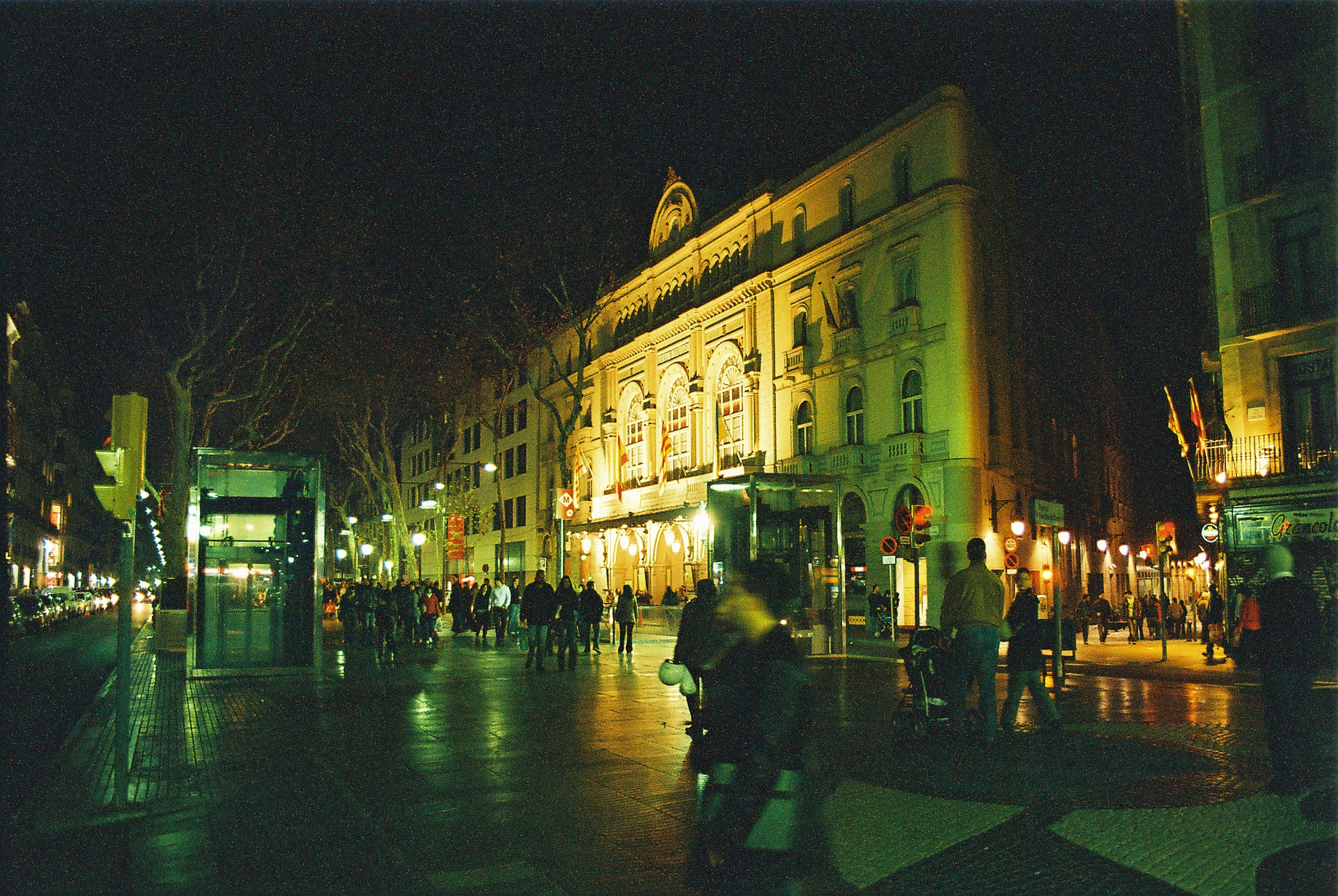
夜晚的剧院

## 外部連結
- 官方网站 （英文） （文） （西班牙文）

41°22′49″N 2°10′25″E / 41.38028°N 2.17361°E